# 瓦赫河畔比斯特里察區

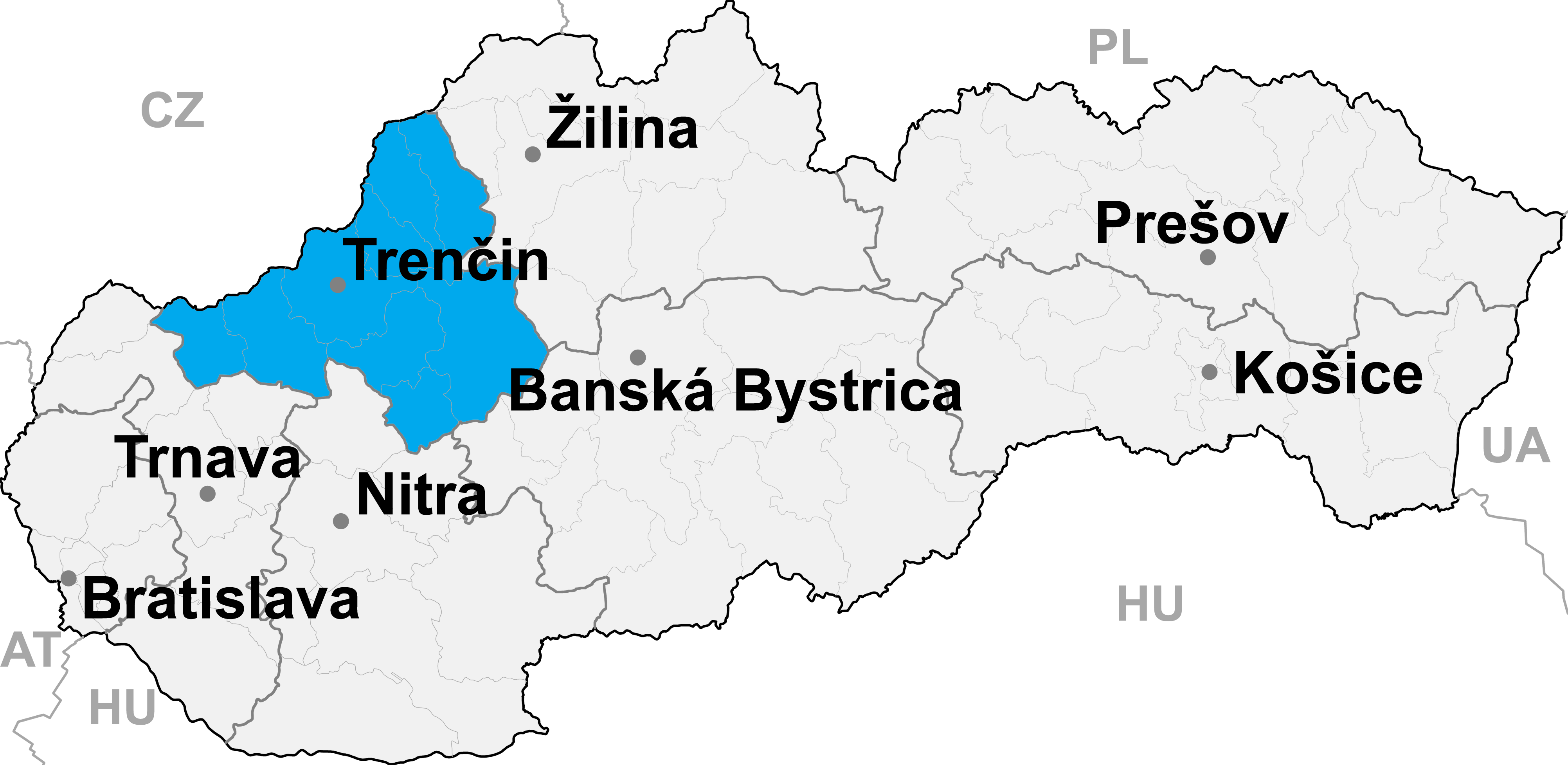

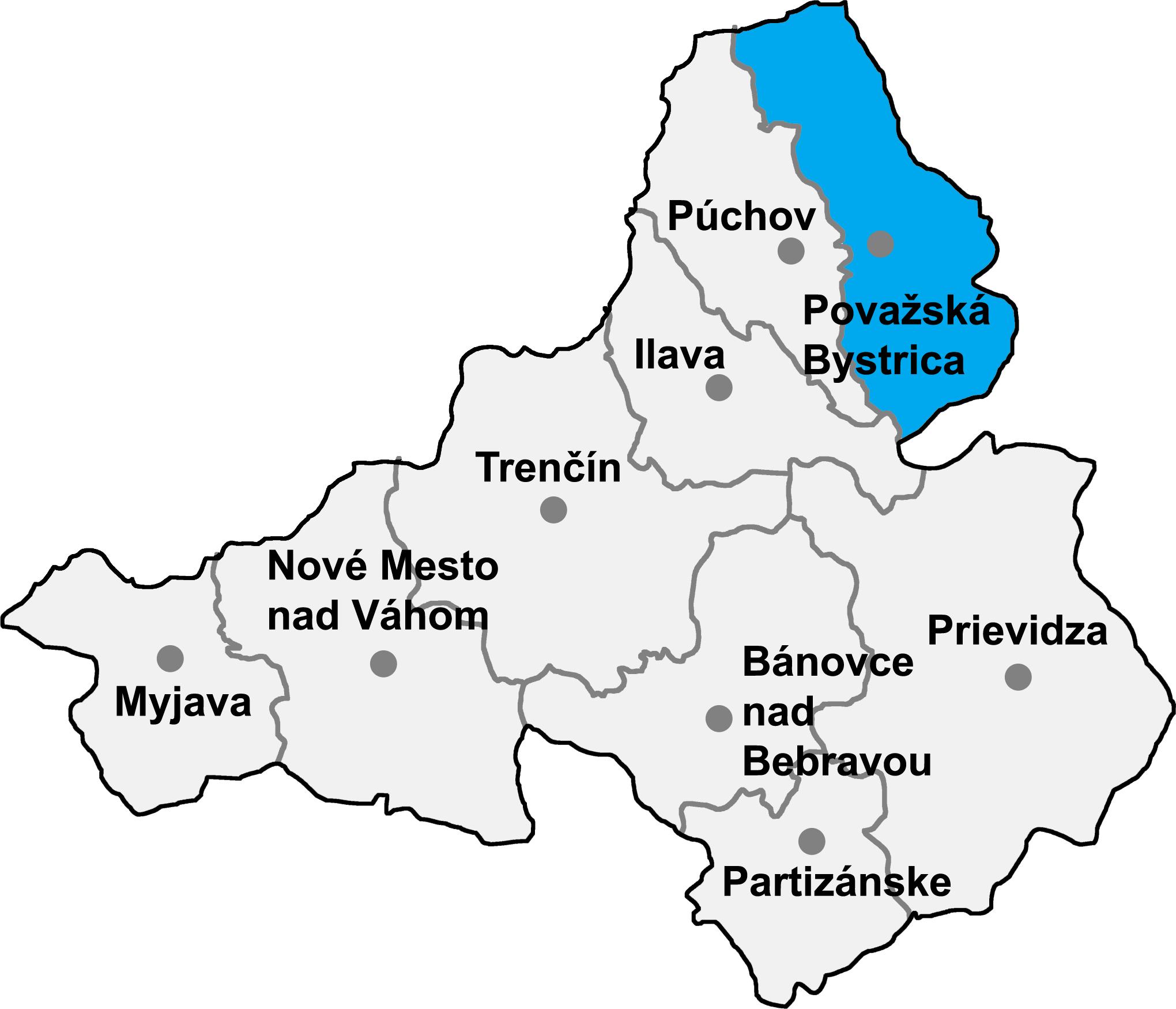

49°7′2″N 18°26′54″E / 49.11722°N 18.44833°E
瓦赫河畔比斯特里察區，是斯洛伐克的一個區，位於該國西部，由特倫欽州負責管轄，面積463平方公里，2008年該區人口64,232，人口密度每平方公里140人。